# آیفون تصویری

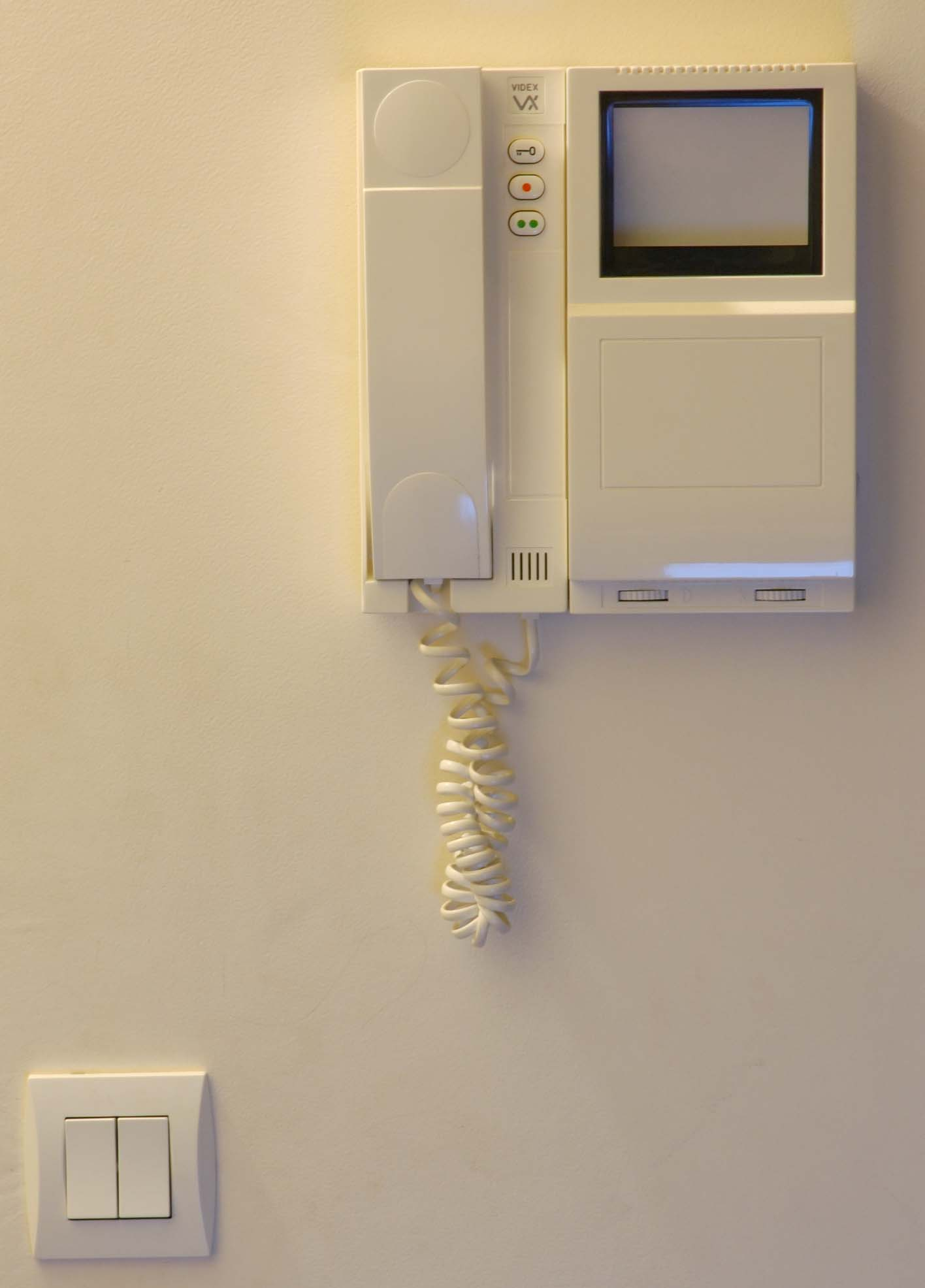
مانیتور داخلی یک آیفون تصویری

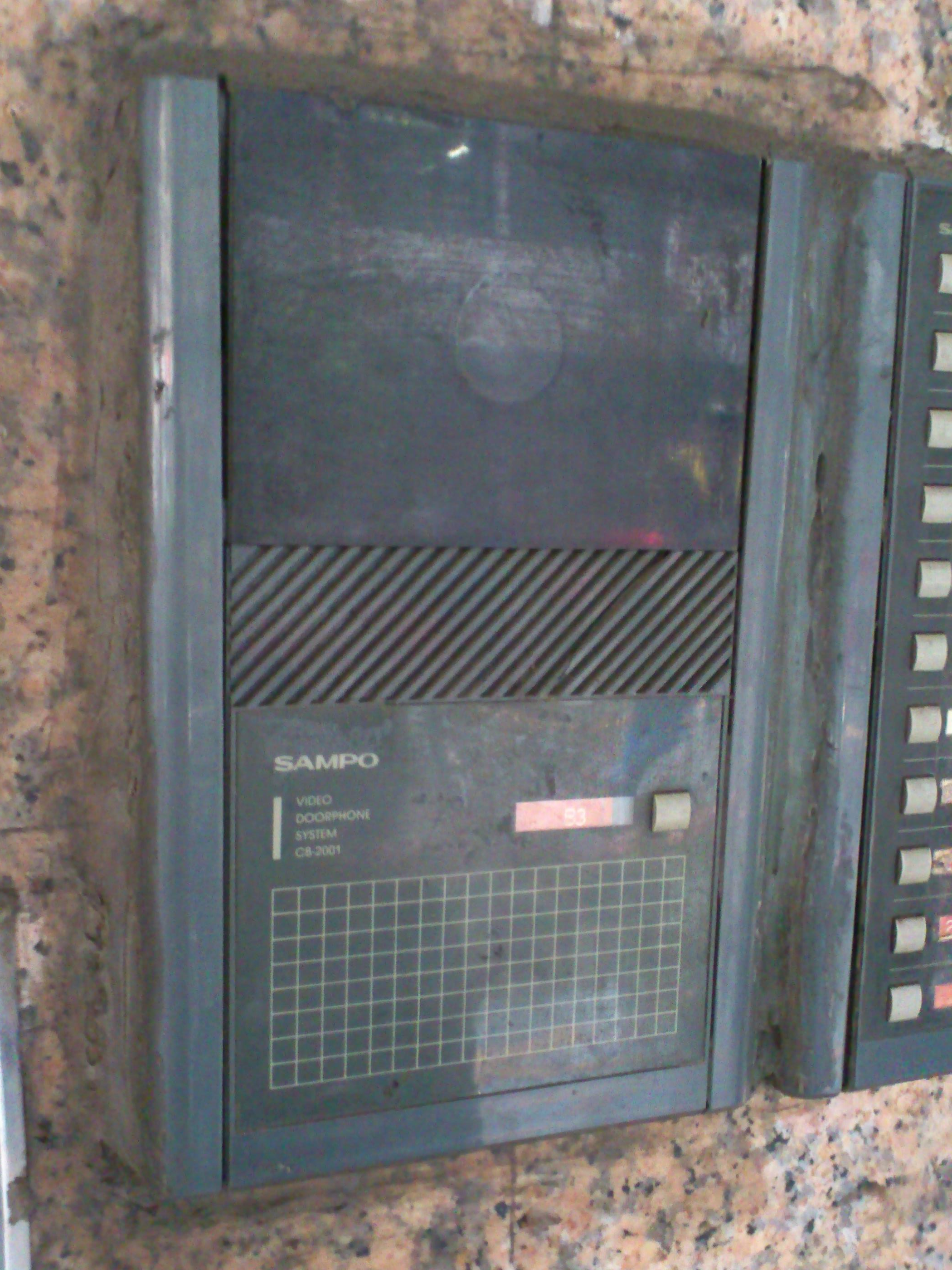
شستی زنگ و دوربین بیرونی

دربازکن تصویری یا آیفون تصویری نوعی در بازکن است که در مجموعه‌های مسکونی یا تجاری نصب می‌شود تا تأمین‌کننده زنگ در، مکالمه و بازکننده در باشد. مشخصه این وسیله آن است که شخص می‌تواند فرد پشت در را ببیند و تنها اگر مایل باشد در را بر او باز کند. در بازکن‌های تصویری از لحاظ صفحه نمایش به دو نوع سیاه سفید و رنگی در سایزهای ۴٫۳ اینچ ۴ اینچ و ۷ اینچ و۱۰اینچ به بازار عرضه می‌شوند. سیستم‌های ارتباطی که ما به آن‌ها آیفون تصویری می‌گوییم، مکمل آیفون‌های صوتی قدیمی می‌باشند. آیفون تصویری می‌تواند علاوه بر اینکه صدا را منتقل کند، تصویر را نیز به مانیتور داخل ساختمان منتقل کند و این امر امنیت را نیز بالا می‌برد. آیفون‌های تصویری جدید و پیشرفته تر معمولاً دارای امکانات مانند ضبط صدا و تصویر و همچنین ارتباط از راه دور هستند که در صورت لزوم کاربر می‌تواند از آن استفاده کند.
گوگل یک سری زنگ در پرفروش باتری خور به اسم نست (Nest) ساخته است.

## قسمت‌های اصلی آیفون تصویری
- صفحه فلزی “panel”
- شیشه محافظ لنز
- دوربین آیفون
- LEDهای دریافت‌کننده نور مادون قرمز
- بلند گو پخش صدا
- شستی برای زنگ زدن
- میکروفون برای منتقل کردن صدا
- پیچ‌های تنظیم دوربین
- ترمینال‌های اتصال سیم مانیتور
- سیم اتصال تغذیه

در آیفون تصویری منبع تغذیه مانند آیفون‌های معمولی می‌باشد و دارای خروجی ۱۲ ولت است. قفل در باز کن نیز به دو نوع زنجیری و زبانه‌ای وجود دارد.

## قابلیت‌ها کاربری آیفون تصویری
آیفون‌های تصویری معمولاً از دکمه‌های برای فشردن دکمه زنگ استفاده می‌کنند که با اطلاع به اهالی خانه، امکان بازکردن در را فراهم می‌کنند. اما در سیستم‌های جدید امکان استفاده از تگ‌ها و کارت خوان‌ها نیز فراهم شده‌است که با قرار دادن کارت بر روی صفحه پنل بیرونی می‌توان در ورودی را باز کرد.

### حافظه
حافظه در آیفون‌های تصویری آیتمی مهم محسوب می‌شود چرا که یکی از امکانات مهم در دربازکن‌های تصویری داشتن قابلیت ذخیره‌سازی تصویر و فیلم می‌باشد. گروهی از آیفون‌های تصویری که دارای حافظه می‌باشند دارای حافظه داخلی می‌باشد و توانایی ذخیره‌سازی تصویر را دارند. در گروهی دیگر از دربازکن‌های تصویری علاوه برداشتن حافظه داخلی، با افزودن حافظه خارجی یا کارت حافظه قابلیت ذخیره‌سازی تصویر را افزایش می‌دهد و توانایی ذخیره‌سازی فیلم‌های ۱۵ ثانیه ای را ایجاد می‌کند. 

### اتصال به دوربین مداربسته
بسیاری از مدل های دربازکن تصویری که کمی امکانات بیشتری دارند از قابلیت اتصال به دوربین مدار بسته نیز بهره می برند. این قابلیت باعث می شود که صاحب خانه بجز دریافت تصویر دم در، تصویر دیگری که دوربین در آن نصب شده نیز داشته باشد. معمولا این دوربین را در پارکینگ یا پاگرد نصب میکنند تا در صورت نیاز به آن دسترسی داشته باشند. 

#### ضبط در حالت تشخیص حرکت
تولید کنندگان برای برخی از مدل هایی که از دوربین مدار بسته پشتیبانی میکنند این قابلیت را فراهم کرده اند تا در صورتی که جلوی دوربین شخصی قرار گرفت یا گذشت، دستگاه از طریق تشخیص حرکت فرد را شناسایی کرده و تصاویر ضبط گردد. این ضبط تصویر زمانی در حدود 15 ثانیه دارد.

### قابلیت انتقال تماس
قابلیت انتقال تماس یا ترانسفر تماس زمانی کارایی دارد که شما در منزل یا محل سکونت خود نباشید و با استفاده از این قابلیت می‌توانید مانند انتقال تماس زنگ واحد خود را به واحد دیگری انتقال دهید. به‌طور مثال اگر کسی برای مراجعه به شما زنگ واحد شما را بزند و شما در منزل یا محل کار نباشید زنگ واحد دیگری را که شما انتخاب کردید به صدا در می‌آید و به جای شما پاسخگو می‌شوند.

### قابلیت ارتباط بین واحدها
قابلیت ارتباط داخلی یا اینترکام به توانایی در آیفون‌های تصویری گفته می‌شود که قابلیت ایجاد ارتباط با سایر واحدها را داشته باشد. این یعنی بعضی از مانیتورهای در بازکن رنگی قابلیت ایجاد ارتباط صوتی را با واحد نگهبانی یا یار واحدهای دیگر را دارند و این تماس به مانند تلفن فقط یک تماس صوتی می‌باشد.

### پشتیبانی از سیستم دو پنلی
سیستم دو پنلی در آیفون تصویری به این معنی است که که دربازکن‌های تصویری امکان بازکردن دو در ورودی را با یک دربازکن تصویری داشته باشند. پنل همان زنگ در ورودی می‌باشد که با استفاده از این قابلیت می‌توانید اگر منزل یا محیط اداری شما دارای دو در باشد دو در ورودی را بتوانید مدیریت کنید.

### قابلیت اتصال به تلفن همراه
در برخی از سیستم‌های آیفون تصویری، امکان ارتباط مانیتور با وای فای منزل و ارسال زنگ و تصاویر مراجعه کننده به تلفن همراه فراهم شده‌است. با این قابلیت گاهی امکان باز کردن در برای مراجعه کننده از راه دور نیز فراهم است؛ که توجه به خطرات ایمنی/امنیتی بالقوهٔ این گزینه نیز ضروری است.

#### قابلیت باز کردن درب پارکینگ
در برخی از آیفون تصویری ها که امروزه رو به افزایش است، گزینه ای تعبیه شده است که میتواند درب پارکینگ را با زدن یک دکمه باز کند. البته باید درب پارکینگ دارای جک درب نیز باشد.